# Faia Younan
Faia Younan ( arabe : فايا يونان ; née le 20 juin 1992) est une chanteuse syrienne  considérée comme la première artiste du Moyen-Orient à avoir financé le lancement de sa carrière à l'aide d'un financement participatif.

## Biographie

### Jeunesse et études
Faia Younan est né le 20 juin 1992 dans une famille de la ville d'Al-Hasakah, en Syrie, et a grandi dans la ville d'Alep. À l'âge de onze ans, elle est partie vivre en Suède avec sa famille et s'y est installée jusqu'à ce qu'elle déménage en Écosse en 2010 pour étudier les sciences sociales, l'économie et le commerce à l'Université de Glasgow. Après avoir obtenu son diplôme, elle est retournée vivre en Suède. Faia Younan est volontaire à la Croix-Rouge suédoise et chante lors d'événements locaux.

### Carrière
En octobre 2014, inspirée par l'atmosphère politique syrienne, en proie à la guerre civile, de même que celle des pays arabes voisins, qu'elle décrit comme « lourde et désespérée », Younan a publié une vidéo qu'elle a créée avec sa sœur Rihan, intitulée To Our Countries. La vidéo, qui aborde la réalité politique du Moyen-Orient et présente l'interprétation par Younan de plusieurs chansons de la diva libanaise Fairuz. est devenue virale sur YouTube et a reçu une attention exceptionnelle, encourageant Faia Younan à poursuivre une carrière dans la musique. Le succès de la vidéo a eu le plus grand impact sur sa décision de faire du chant non plus un  passe-temps mais un engagement à temps plein.
Après une campagne de financement participatif réussie, Younan a sorti son premier single Ohebbou Yadayka (J'aime tes mains) suivi de deux autres singles. La campagne de financement participatif a permis à Younan, en association avec son manager Houssam Abdul Khalek, d'être inscrite au Livre Guinness des reccords en tant que première artiste du Moyen-Orient à financer grâce au financement participatif sa première chanson. Cela fait de Younan la première artiste féminine du monde arabe à entrer dans le livre Guinness des records. En 2017, elle sort son premier album, A Sea Between Us.
Elle chante sur le single Busted and Blue (Faia Younan Special) du groupe virtuel Gorillaz, sur leur album Humanz.
En mars 2019, Faia Younan a sorti son deuxième album Tales of the Heart. L'album contient 8 chansons, chacune dans un genre musical et une thématique différents.

## Discographie

### Albums
| Album              | Détails                                                           |
| ------------------ | ----------------------------------------------------------------- |
| A Sea Between Us   | - Sortie : 25 mars 2017 - Format : Téléchargement numérique ; CD  |
| Tales of the Heart | - Sortie : 7 mars 2019 - Format : Téléchargement numérique ; CD   |
| Our voices         | - Sortie : 23 avril 2023 - Format : Téléchargement numérique ; CD |

### Singles
| Année | Titre             |
| ----- | ----------------- |
| 2015  | "Ohebbou Yadayka" |
| 2015  | "Nam Ya Habibi"   |
| 2017  | "Shababik"        |
| 2018  | "Hob Al Akwiyaa"  |
| 2018  | "Bagdad"          |
| 2021  | "Metel Elyom"     |
| 2022  | "Kun Ashiqan"     |
| 2025  | " Bi Hak el Hawa" |